# Rudolf Miller (Psychologe)
Rudolf Miller (* 1945) ist ein deutscher Psychologe.

## Leben
Er machte eine kaufmännische Lehre und war als Verlagskaufmann tätig. Er studierte Wirtschafts- und Sozialwissenschaften in Tübingen, Köln und Duisburg (1969–1973) | Tätigkeit im Personalmanagement der Ford Werke AG in Köln. Nach der Promotion 1978 in Duisburg in Psychologie zum Dr. phil. und der Habilitation am 18. Oktober 1995 (Gutachter: Gerd Wiendieck, Helmut E. Lück, Heinz Abels, Günter Wiswede, Hans-Werner Bierhoff) in Hagen Venia in Sozialpsychologie. Bis Eintritt in den Ruhestand (März 2010) lehrte er als apl. Professor für Sozialpsychologie an der FernUniversität in Hagen. Von 1999 bis 2008 entwickelte er einen 4-semestrigen Weiterbildungsmaster „Human Resources Management“ als Fernstudium für Führungskräfte an fünf ukrainischen Hochschulen. 2005 wurde ihm die Ehrendoktorwürde durch die Staatliche Technische Universität Charkow verliehen. Seit März 2011 ist er Prorektor für Studium und Lehre an der EBZ Business School.

## Schriften (Auswahl)
- Aspekte studentischer Sozialisation an Gesamthochschulen. Der Einfluss signifikanter Anderer während des Studiums. Bad Honnef 1978, ISBN 3-88347-005-8.
- Einführung in die ökologische Psychologie. Opladen 1986, ISBN 3-8100-0569-X.
- Erwachsene im Studium. Eine sozialpsychologische Analyse ihrer Lebens- und Studienbedingungen. Heidelberg 1991, ISBN 3-89334-519-1.
- Umweltpsychologie. Eine Einführung. Stuttgart 1998, ISBN 3-17-014772-2.